# One of Many
One of Many è un film muto del 1917 scritto e diretto da Christy Cabanne. Prodotto dalla Columbia Pictures e distribuito dalla Metro, il film aveva come interpreti Frances Nelson, Niles Welch, Mary Mersch e Harold Entwistle.

## Trama
Senza mezzi e dovendo curare la madre malata, la manicure Shirley Bryson accetta di diventare l'amante del ricco Wilfred Templeton. Ma la madre, venuta a conoscenza di quello che ha fatto la figlia, muore di crepacuore. Shirley, allora, lascia l'amante e, per vivere, si mette a cantare, trovando lavoro in un locale. Lì, conosce Harold, il figlio di Templeton. I due si innamorano e si sposano, ma senza che lei confessi mai la verità al marito. Quando, però, il vecchio Templeton viene in visita dal figlio e vede chi è la moglie, non perde tempo a spifferare tutto. Harold ne resta distrutto. Scandalizzato, rimprovera aspramente la moglie ma Shirley, dopo avergli raccontato i motivi che l'avevano spinta a quel passo, riesce a convincerlo. Harold la perdona, ma non perdona il padre che caccia dalla sua casa, bandendolo anche dalla propria vita.

## Produzione
Il film fu prodotto dalla Columbia Pictures. Fu il primo sforzo produttivo di Alan James, capo dipartimento dei settori sceneggiatura e pubblicità della Metro.

## Distribuzione
Il copyright del film, richiesto dalla Columbia Pictures Corp., fu registrato l'8 febbraio 1917 con il numero LP10157.
Distribuito dalla Metro Pictures Corporation e presentato da Arthur James, il film uscì nelle sale cinematografiche statunitensi il 12 febbraio 1917. In Nuova Zelanda, fu distribuito il 7 maggio dello stesso anno.
Non si conoscono copie ancora esistenti della pellicola che viene considerata presumibilmente perduta.